# Rabi’a (Ar-Rakka)
Rabi’a (arab. ربيعة) – miejscowość w Syrii, w muhafazie Ar-Rakka. W 2004 roku liczyła 1906 mieszkańców.